# Koczor János
Koczor János (Inke, 1918. május 14. – Chatham, Ontario, Kanada, 1999. június 13.) gazdálkodó, a Katolikus Agrárifjúsági Legényegyletek Országos Testülete (KALOT) szervezője, a Demokrata Néppárt országgyűlési képviselője.

## Élete

### Ifjúkora és közszereplővé válása
Koczor János kocsis, gazdálkodó és Czibola Rozália gyermekeként született római katolikus vallásban; egyetlen lánytestvére volt.
Szülőfalujában, Inkén végezte el az elemi, majd Csurgón a polgári iskolát. Szülei papi pályára szánták, nyilván ezzel függ össze, hogy fiatalon tagja lett a Szívgárdának és a Rózsafüzér Társulatnak is. Végül mégsem a papi pályát választotta, hanem a családi gazdaságban helyezkedett el. Már 16 évesen, 1934-ben belépett Független Kisgazdapártba, 1937-ben pedig a Katolikus Agrárifjúsági Legényegyletek Országos Testülete (KALOT) országos titkárságának tagja lett. 1940-ben a testület szervezésében elvégezte az érdi népfőiskolát, ezután a KALOT szervezőtitkárának választották. A második világháborúban behívták katonának; a szovjet fronton teljesített szolgálatot 1943-ban és 1944-ben.

### Politikai pályája a második világháború után
Aktív politikai szereplést csak a második világháború után, 1945 tavaszán vállalt. 1947 elején azonban, szembesülve pártja megalkuvónak ítélt politikájával kilépett a kisgazdapártból és a Demokrata Néppárthoz (DNP) csatlakozott. Az 1947. augusztus 31-i országgyűlési választásokon a Somogy vármegyei listán pótképviselővé választották, Babóthy Ferenc képviselői mandátumáról való lemondása után, 1948 augusztusában pedig be is hívták az Országgyűlésbe. A DNP frakciójának megszűnése után, 1949 februárjától pártonkívüli képviselőként folytatta a munkáját.

### Diktatúrából az emigrációba
Mandátumának lejárta után visszavonult a politikától és egyéni gazdálkodóként dolgozott birtokának 1951-es kisajátításáig. Miután tiltakozott a magas beszolgáltatási terhek és az erőszakolt kollektivizálás miatt, az ÁVH még abban az évben koholt vádak alapján („külföldi kapcsolatokat fenntartó klerikális reakciósként”) letartóztatta. Két hónapig Csurgón, aztán Pécsett és Kaposvárott tartották fogva. Végül bírósági tárgyalás nélkül szabadon bocsátották, de rendőri felügyelet alá helyezték; ebben az időszakban csak gépkocsivezetőként dolgozhatott.
Az 1956-os forradalom idején több alkalommal élelmiszert szállított a fővárosi kórházakba. Hozzákezdett ugyan a KALOT újjászervezéséhez, de a forradalom leverése után, 1956. november végén Ausztriába menekült. 1957 januárjában Kanadába utazott, végül 1959-ben Chathamben telepedett le. Egy karosszériagyárban helyezkedett el, onnan is ment nyugdíjba mint csoportvezető. A tengerentúlon már nem kapcsolódott be a magyar politikai emigráció tevékenységébe.

### A rendszerváltás után
Megélte a rendszerváltást. Az újjáalakult Demokrata Néppárt (mai nevén Kereszténydemokrata Néppárt) Barankovics-emlékéremmel ismerte el munkásságát.